# María José Urrutia
María José Urrutia Sánchez (17 dicembre 1993) è una calciatrice cilena, attaccante del Colo-Colo e della nazionale cilena.

## Carriera

### Nazionale
Urrutia inizia a essere convocata dalla federazione calcistica del Cile (Federación de Fútbol de Chile - FFCh) nel 2010, chiamata per vestire la maglia della formazione Under-17 impegnata al Mondiale di Trinidad e Tobago 2010. In quell'occasione viene impiegata in due occasioni prima che la sua squadra, inserita nel gruppo A, classificatasi ultima con tre sconfitte nella fase a gironi venisse eliminata dal torneo.
Nel 2013 inizia ad allenarsi con la nazionale cilena, che abbandona alcuni mesi dopo a seguito di una gravidanza.
Dopo un lungo periodo viene chiamata dal Commissario tecnico José Letelier con la nazionale maggiore, inserita in rosa con la squadra che partecipa al campionato sudamericano 2018 che in quell'edizione si svolge in Cile. Urrutia scende in campo in quattro dei sette incontri giocati dalla sua nazionale, partendo sempre dalla panchina e giocando solo scampoli di partita, condividendo con le compagne il percorso che vede il Cile raggiungere il secondo posto nel girone finale assicurandosi così l'accesso diretto al Mondiale di Francia 2019, primo Mondiale disputato dal Cile.
Inserita da Letelier nella lista delle 23 calciatrici convocate comunicata il 19 maggio 2019, gioca tutti i tre incontri della fase a gironi, dove la sua nazionale, inserita nel gruppo F, perde i primi due con la Svezia (2-0) e con gli Stati Uniti (3-0) e vince l'ultimo con la Thailandia dove Urrutia all'80' fissa il risultato sul 2-0 dopo l'autorete di Waraporn Boonsing diventando così la prima calciatrice cilena a siglare una rete in un Mondiale.
Al 2019, è l'unica giocatrice madre della nazionale cilena in campo.